# Paul Van Himst
Paul Van Himst (* 2. Oktober 1943 in Sint-Pieters-Leeuw) ist ein ehemaliger belgischer Fußballspieler und -trainer. Der Offensivspieler wurde mit dem RSC Anderlecht achtmal Meister, holte viermal den Pokal, stand 1970 im Finale des Messestädte-Pokals und wurde vier Mal in seiner Heimat mit dem Goldenen Schuh ausgezeichnet. Er wurde im August 1995 zum besten belgischen Spieler aller Zeiten gewählt.

## Laufbahn

### Vereine, 1952 bis 1977
Bereits als Neunjähriger kickte der Schüler in Brüssel für den RSC Anderlecht, dem er als Spieler bis zu seinem 32. Lebensjahr treu blieb. Im Nachwuchs des Klubs empfahl er sich früh für höhere Aufgaben und debütierte mit 16 Jahren im Ligabetrieb der Seniorenelf. Kurz nach seinem 17. Geburtstag gab „Popol“ Van Himst am 19. Oktober 1960 in Stockholm beim Länderspiel gegen Schweden seinen Einstand in der belgischen Nationalmannschaft. Noch im selben Jahr wählten die belgischen Sportjournalisten das Talent zum Fußballer des Jahres in ihrem Land. Mit dem RSC Anderlecht gewann er 1962 unter dem französischen Trainer Pierre Sinibaldi erstmals die nationale Meisterschaft. Der Titel bildete den Ausgangspunkt für die Ausnahmestellung des Royal Sporting Club über mehr als ein Jahrzehnt. Von 1964 bis 1968 gewann der herausragende Techniker, Dribbler auf engstem Raum und mit einem harten Schuss ausgestattete Offensivspieler mit dem RSC fünf Mal in Folge die Meisterschaft und feierte 1965 mit den „Mauves“ auch den Doubleerfolg. Dank seiner individuellen Klasse erzielte er, auch ohne ein großer Kämpfer zu sein, viele Tore und wurde 1964, 1966 und 1968 Torschützenkönig in der ersten belgischen Liga. Er agierte zumeist als Halb- oder Mittelstürmer. In jungen Jahren profitierte er von dem Können der Mitspieler Jef Jurion, Jacques Stockman, Pierre Hanon, Georges Heylens und Jan Mulder, in seinen späteren Jahren fand er mit Hugo Broos und insbesondere dem niederländischen Angreifer Rob Rensenbrink einen Mann von europäischer Klasse an seiner Seite. In der Serie 1969/70 zog er mit Anderlecht nach Erfolgen gegen Valur Reykjavík, Coleraine FC, Dunfermline Athletic, Newcastle United und ihm Halbfinale über Inter Mailand in die Finalspiele im Messestädtepokal gegen den FC Arsenal ein. Das Hinspiel am 22. April 1970 gewann Van Himst mit seiner Mannschaft mit 3:1 Toren, wobei ihm „als unermüdlicher Antreiber die Bestnote“ vergeben wurde, das Rückspiel brachte aber eine 0:3-Niederlage und damit den Cup-Erfolg für die Mannschaft aus London. Van Himst erzielte im Wettbewerb mit 10 Toren die meisten Treffer.
Als reifer Könner, jetzt war er weit mehr ein technisch brillanter Spielmacher als der in jungen Jahren gewöhnte Mittelstürmer mit Torjägerqualitäten, gelang ihm 1971/72 nochmals das Double in Meisterschaft und Pokal und auch mit der Nationalmannschaft konnte er 1972 eine ausgezeichnete Fußball-Europameisterschaft mit den „Rode Duivels“ bestreiten. 1973 wurde er Pokalsieger, 1974 zum achten Mal Meister und 1975 verabschiedete er sich von Anderlecht mit dem vierten Pokalgewinn.
In den Wettbewerben des Europapokals – Meister, Pokal, Messepokal – erlebte der belgische Jahrhundertspieler zwar keinen Finalsieg, aber trotzdem viele Höhepunkte. Im Europapokal der Landesmeister 1962/63 warf er mit Anderlecht das große Real Madrid in der ersten Runde (3:3/1:0) aus dem Wettbewerb und scheiterte im Viertelfinale an den Schotten vom FC Dundee. Die „Dark Blues“ hatten in den Heimspielen zuvor den 1. FC Köln mit 8:1 und Sporting Lissabon mit 4:1 Toren besiegt. Anderlecht verlor am 6. März 1963 vor 64.703 Zuschauern im Stade du Heysel das Heimspiel durch zwei Torwartfehler von Árpád Fazekas mit 1:4 Toren. Mit den Leistungsträgern Alan Gilzean, Ian Ure und Bert Slater setzte sich Dundee gegen den belgischen Meister durch, der lange Zeit zumindest ebenbürtig auftrat. „Anderlecht bot, stark dirigiert vom Riesentalent Paul Van Himst, eine wirklich starke Leistung.“ Im Wettbewerb 1964/65 setzte er sich mit seinem Verein nach drei Spielen gegen die Mannschaft von Helmut Haller, den FC Bologna, durch und scheiterte dann am FC Liverpool. Im Jahr der Fußballweltmeisterschaft 1966 entschied er zwar am 23. Februar 1966 mit seinem Treffer zum 1:0 das Heimspiel gegen Real Madrid, vor 110.000 Zuschauern setzte sich Real aber im Rückspiel mit 4:2 Toren durch. In der Runde 1966/67 glückten ihm beim 10:1 Hinspielerfolg am 10. September 1966 bei Haka Valkeakoski fünf Tore. In der Runde 1968/69 nutzte der 3:1-Heimerfolg am 27. November 1968 gegen den Titelverteidiger Manchester United nichts mehr, da im Hinspiel im Old Trafford die Mannen um Bobby Charlton, Denis Law und George Best beim 3:0-Erfolg bereits alles klargemacht hatten. In der Runde 1969/70 gelangte er mit Anderlecht im Messepokal bis in die Finalspiele gegen den FC Arsenal. In seiner letzten Saison für Anderlecht, 1974/75, kamen nochmals im Wettbewerb der Landesmeister sechs Partien gegen Slovan Preßburg, Olympiakos Piräus und Leeds United hinzu. Mit über 40 Einsätzen und mit mehr als 20 Treffern hat Van Himst auch im Europapokal eine eindrucksvolle Bilanz vorzuweisen.
Da Van Himst nie ein großer Kämpfer war, wurde er lange mit dem Spottnamen Das Fräulein belegt, den Sportjournalisten ihm gegeben hatten. Andererseits wurde er in Bewunderung seiner Klasse Der weiße Pelé genannt. Er war ein Lenker und Denker im sonst sehr körperbetonten belgischen Fußball. Seine Ausnahmestellung im belgischen Fußball bewiesen auch vordere Ränge bei der Wahl zu Europas Fußballer des Jahres: 1964 wurde Van Himst Fünfter – hinter Denis Law, Luis Suárez, Amancio, Eusébio, im Jahr 1965 Vierter, diesmal hinter Eusébio, Giacinto Facchetti und Luis Suárez. Am 20. Mai 1964 stand er in der Europa-Auswahl die in Kopenhagen die Auswahl von Nordeuropa mit 4:2 Toren besiegte. Der Mann vom RSC stürmte dabei an der Seite von José Augusto, Jimmy Greaves, Denis Law und Bobby Charlton. Am 26. März 1975 fand sein Abschiedsspiel in Brüssel statt. Anderlecht trat vor 35.000 Zuschauern im Parc Astrid gegen eine Weltauswahl – mit Jan Tomaszewski, Christian Piot, Wim Rijsbergen, Ramón Heredia, Johan Cruyff, Pelé, Gianni Rivera, Eusébio, Hugo Sotil, Willem van Hanegem, Jairzinho, José Altafini, Carlos Babington, an. An der Seite seiner alten Weggefährten Jan Ruister, Gilbert Van Binst, Jean Thissen, Hugo Broos, Erwin Van den Daele, Jean Dockx, Francois Van der Elst, Torsten Anderson, Ludo Coeck, Jan Verheyen, Attila Ladinszky, Guido Nicolaes und Rob Rensenbrink erzielte Van Himst beim 8:3-Sieg in der zweiten Spielminute die 1:0-Führung.
Nach seinem Abschied aus Anderlecht spielte er noch jeweils ein Jahr bei RWD Molenbeek und beim Zweitligisten Eendracht Aalst. Insgesamt wird Van Himst von 1959/60 bis 1975/76 mit 481 Liga-Matchs mit 236 Toren geführt.

### Nationalmannschaft, 1960 bis 1974
Paul Van Himst absolvierte zwischen 1960 und 1974 81 Länderspiele (30 Tore) und nahm an der WM 1970 und der EM 1972 teil, bei der Belgien den dritten Platz erreichte. Er debütierte in der belgischen Nationalmannschaft am 19. Oktober 1960, 14 Tage nach seinem 17. Geburtstag. Es war ein WM-Qualifikationsspiel in der Gruppe 1 zur Fußballweltmeisterschaft 1962 in Chile und wurde gegen Gastgeber Schweden in Solna ausgetragen. Der jugendliche Angreifer spielte an der Seite seiner Anderlechter Vereinskollegen Laurent Verbiest, Pierre Hanon, Martin Lippens, „Jef“ Jurion und „Jacky“ Stockman. Schweden gewann das Spiel mit 2:0 Toren und beendete die Qualifikationsgruppenspiele punktgleich mit der Schweiz mit je 6:2 Punkten vor Belgien mit 0:8 Punkten. Die große Offensivhoffnung der „Rode Duivels“ erlebte keinen glücklichen Start in der Nationalmannschaft. Aber bereits in seinem zweiten Länderspiel, am 30. Oktober, beim 2:1-Heimerfolg in einem Freundschaftsspiel gegen Ungarn glückte ihm sein erster Treffer in der Nationalmannschaft. Am 8. März 1961 – es war sein viertes Länderspiel – traf er erstmals auf die deutsche Fußballnationalmannschaft. Die Mannschaft von Bundestrainer Sepp Herberger gewann in Frankfurt mit 1:0 Toren. Am 24. April 1963 gewann er mit Belgien in Brüssel ein Freundschaftsspiel gegen den amtierenden Weltmeister Brasilien mit 5:1 Toren und erzielte dabei auch ein Tor. Am 25. Dezember 1963 zeichnete er sich in Paris als zweifacher Torschütze beim 2:1-Erfolg gegen Frankreich aus.
Im Jahre 1965 gehörte er dem belgischen Aufgebot für die WM-Qualifikationsspiele 1966 gegen Israel und Bulgarien in der Gruppe 1 an. Belgien und Bulgarien wiesen nach vier Spielen jeweils 6:2 Punkte vor – das bessere Torverhältnis Belgiens mit 11:3 gegenüber 9:6 von Bulgarien zählte nicht – und so fand am 29. Dezember 1965 in Florenz ein Entscheidungsspiel statt. Belgien verlor mit 1:2 Toren und Van Himst und seine Mannschaftskollegen Heylens, Verbiest, Jurion, Thio, Stockman und Puis konnten auch an der Weltmeisterschaft 1966 in England nicht teilnehmen. In seinem dritten WM-Qualifikationsanlauf zur Weltmeisterschaft 1970 in Mexiko setzte er sich mit Belgien erstmals durch. In der Gruppe 6 gegen die Konkurrenz aus Jugoslawien, Spanien und Finnland setzten sich Van Himst und seine Mannschaftskollegen mit 9:3 Punkten auf dem 1. Platz durch und gehörten damit dem WM-Turnier in Mexiko an. Dort traf die Mannschaft von Trainer Raymond Goethals auf die Sowjetunion, Gastgeber Mexiko und El Salvador. Van Himst und seine Mannschaftskollegen Christian Piot, Nicolas Dewalque, Jean Dockx, Georges Heylens, Wilfried Puis, Leon Semmeling, Jeon Thissen, Wilfried Van Moer, Johan Devrindt und Raoul Lambert kamen nur gegen den Außenseiter El Salvador zu einem doppelten Punktgewinn. Gegen die sbornaja gab es eine deutliche 1:4 und gegen Mexiko vor 108.192 Zuschauern im Estadio Azteca durch einen verwandelten Foulelfmeter in der 15. Minute eine 0:1-Niederlage. Van Himst fand in den WM-Tagen leider nicht zu seiner Höchstform.
In den Qualifikationsspielen zu den Fußballeuropameisterschaften 1964 und 1968 hatte sich Van Himst mit Belgien nicht durchsetzen können. Es hatte aber am 11. November 1966 in Brüssel immerhin zum 2:1 Achtungserfolg gegen den späteren Gruppensieger Frankreich gereicht. Beide Treffer gegen Frankreich hatte der Mann von Anderlecht erzielt. Die zwei Niederlagen gegen Polen – 1:3/2:4 – machten die 3:1 Punkte in den direkten Duellen gegen Frankreich – die Franzosen scheiterten auf dem Weg zur Endrunde im Viertelfinale an Jugoslawien – wett und führten zur erneuten Nichtqualifikation. Van Himst hatte in vier Spielen vier Tore erzielt.
Nach der nicht zufriedenstellend verlaufenen WM-Endrunde 1970 in Mexiko unternahm Van Himst mit Belgien in der EM-Qualifikation 1972 einen neuen Anlauf. In der Gruppe 5 hatte sich Belgien mit Portugal, Schottland und Dänemark zu messen. Zwei Tore von Johan Devrindt gegen das mit Morten Olsen angetretene Dänemark führten zum erhofften Starterfolg. Am 3. Februar 1971 führte Van Himst glänzend Regie und erzielte auch noch zwei Tore bei der unerwarteten Galavorstellung beim 3:0-Sieg der belgischen rode duivels. Belgien bezwang „dank eines überragenden Van Himst“ auch Eusébios Portugiesen und besiegelten den Viertelfinaleinzug schließlich am 21. November 1971 in Lissabon gegen Portugal. Mit 9:3 Punkten führte Belgien die Gruppe vor Portugal mit 7:5 Punkten an und zog damit in das Viertelfinale ein. Dort hatte es Belgien mit Titelverteidiger Italien zu tun und reiste zum Hinspiel am 29. April 1972 nach Mailand. Mit einer starken Defensivleistung trotzten sie den italienischen Angreifern Domenghini, Mazzola, Causio, Anastasi und Riva ein torloses 0:0 ab. Im Rückspiel am 13. Mai in Brüssel führten die Treffer von Wilfried van Moer und Paul Van Himst zum sensationellen 2:1-Sieg von Belgien. Ein Nebenprodukt stellte sich durch das Ausscheiden von England gegen Deutschland ein: Das kleine Land war nun zugleich Gastgeber des Endturniers. Im Halbfinale traf der „unumstrittene Star des Gastgebers“, Kapitän Paul Van Himst, auf das klar favorisierte Deutschland mit deren Superstars Franz Beckenbauer, Günter Netzer und Gerd Müller. Zwei Treffer des Münchner Torjägers entschieden die Partie und führten dazu, dass der belgische Kapitän am 17. Juni in Lüttich gegen Ungarn im Spiel um Platz 3 anzutreten hatte. Lambert und Van Himst – es war sein 30. Tor in der Nationalmannschaft – brachten Belgien innerhalb vier Minuten mit 2:0 Toren in Führung und brachen damit die Moral der magyarischen Ballkünstler. Mit der Erringung des 3. Platzes bei der Fußballeuropameisterschaft 1972 krönte Paul Van Himst seine Karriere in der Nationalmannschaft.
In der Qualifikation zur Fußballweltmeisterschaft 1974 in Deutschland hatte es Belgien mit der Konkurrenz aus Niederlande, Norwegen und Island zu tun. Wie erwartet lief alles auf ein enges Rennen mit dem holländischen Nachbarn hinaus. Gegen Norwegen und Island holten die zwei Rivalen jeweils 8:0 Punkte und so führten die zwei torlosen 0:0-Remis zwischen Belgien und der Niederlande dazu, dass das Torverhältnis den Ausschlag gab. Und da hatten die Mannen um Johan Cruyff, Rob Rensenbrink, Johnny Rep und Arie Haan mit 24:2 Toren das bessere gegenüber den 12:0 Toren von Belgien vorzuweisen. Paul Van Himst konnte deshalb punktgleich und ohne Niederlage nicht an der WM 1974 in Deutschland teilnehmen und die Niederlande zog mit begeisterndem Offensivspiel in das Finale in München ein und verlor knapp mit 1:2 Toren gegen die DFB-Elf von Bundestrainer Helmut Schön.
Mit den drei Europameisterschaftsqualifikationsspielen 1974 gegen Island, Frankreich und die DDR beendete Paul Van Himst nach 81 Länderspielen seine 14-jährige internationale Karriere.

## Trainer
Nachdem er seine aktive Laufbahn 1978 beendet hatte, wurde er Jugendtrainer beim RSC Anderlecht und 1982 bis 1985 Trainer der Profimannschaft. Seine größten Erfolge in dieser Zeit waren der Gewinn des UEFA-Cups 1983 (1984 erneute Finalteilnahme) und die Meisterschaft 1985. 1987 wurde er Trainer des RWD Molenbeek. Danach zog er sich vorübergehend ganz vom Fußball zurück und arbeitete nur für seinen Kaffee-Großhandel.
Als es 1991 im belgischen Fußball kriselte, übernahm er die belgische Nationalmannschaft. Bei der WM 1994 in den USA erreichte die Mannschaft das Achtelfinale. Nach der verpassten Qualifikation für die EM 1996 wurde er entlassen.
Der Besitzer eines Kaffee-Großhandels spielte 1981 in dem Film Flucht oder Sieg in einer Nebenrolle einen Fußballspieler.